# Уорик, Кевин
Кевин Уорик (англ. Kevin Warwick; род. 9 февраля 1954, Ковентри, Великобритания) — британский учёный-кибернетик, исследователь вопросов робототехники и проблематики создания нейрокомпьютерных интерфейсов.
Степень бакалавра получил в университете Эштона в 1979 году. В 1982 году защитил докторскую диссертацию (PhD) в области электротехники в Имперском колледже Лондона. В 1988—1996 годах — декан факультета кибернетики в Университете Рединга.
Доктор наук в области технической кибернетики (Институт теории информации и автоматизации Чешской АН, 1994), имеет почётные степени Университета Эштона (2008), Университета Ковентри (2008), Брэдфордского университета (2010), Университета Роберта Гордона (д-р технологии, 2011).
Женат, двое детей. В 1998 году учёный-кибернетик вживил себе под кожу RFID-чип, позволяющий взаимодействовать с компьютерами, включать и выключать свет, открывать и закрывать электронные замки. К 2002 году Уорик стал настоящим киборгом. Для этого ему потребовалась сложная электроника, помощь хирурга и некоторая доля отваги: не каждый решится интегрировать собственную нервную систему с нейронным интерфейсом, с помощью которого Уорик попытался передать свои эмоции другому киборгу — его жене Ирэне.